# Fédération calédonienne de football
La Fédération calédonienne de football (FCF) est une association regroupant les clubs de football de Nouvelle-Calédonie et organisant les compétitions nationales et les matchs internationaux de la sélection de Nouvelle-Calédonie.
La « Fédération Calédonienne de Football » est créée le 24 mars 2001 par transformation de la Ligue Régionale de Nouvelle-Calédonie de Football, elle-même issue de la Fédération Calédonienne de Football créée le 1er mars 1928. Elle est affiliée à la FIFA depuis le congrès tenu à Paris en mai 2004, et membre de l’OFC depuis juillet 2004.
La FCF est liée à la FFF par convention, dont l'article 1er précise bien que les clubs de la FCF ont une double affiliation. "Un artifice a été trouvé pour ne pas heurter la FIFA et nous permettre de continuer à participer aux compétitions nationales comme la Coupe de France ou la Coupe nationale des cadets. Cette convention réaffirme et renforce même les liens existants" déclarait à ce sujet Claude Fournier, Président de la FCF. 
La FFF conserve donc aujourd'hui sur la FCF un double protectorat : sur les Jeux Olympiques et sur les joueurs de catégorie U-17 (Cadets). En effet, tout Cadet néo-calédonien peut choisir entre les deux équipes nationales jusqu'à sa majorité.